# Johann Jakob Blumer

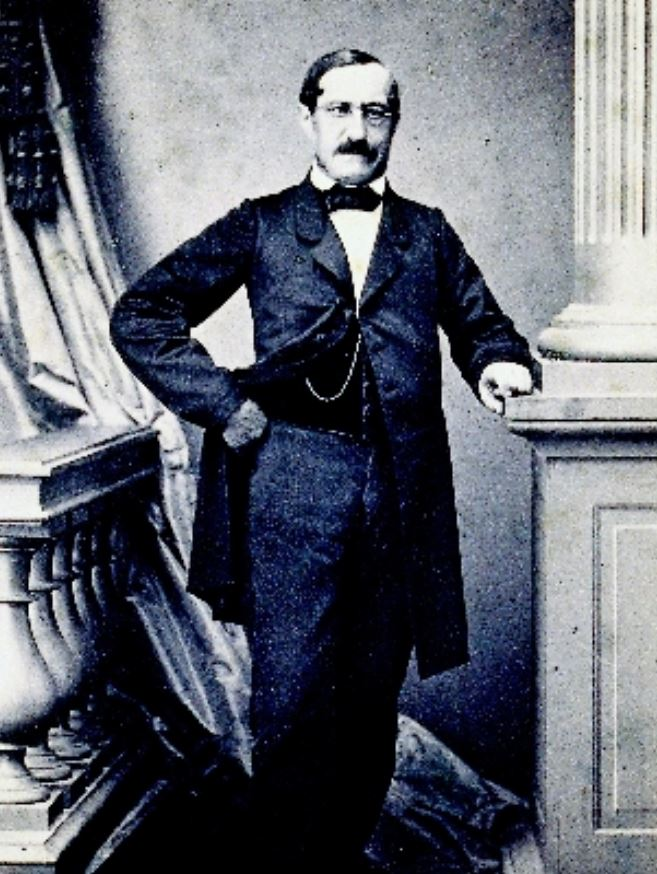
Johann Jakob Blumer (1862)

Johann Jakob Blumer (* 29. August 1819 in Glarus; † 12. November 1875 in Lausanne) war ein Schweizer Jurist, Politiker und Präsident des Schweizer Bundesgerichts.

## Leben
Er besuchte von 1834 bis 1836 das damalige Gymnasium in Schaffhausen und studierte anschließend bis 1840 Recht in der Schweiz und Deutschland. Danach war er an verschiedenen Gerichten tätig und in den Jahren 1858, 1868 und 1871 sowie nach dessen Totalrevision im Jahr 1874 der Präsident des Schweizer Bundesgerichts. Von 1848 bis 1872 und erneut von 1873 bis 1874 vertrat er den Kanton Glarus im Ständerat. Blumer war liberaler Anhänger des Schweizer Bundesstaats und außerdem als Redakteur für die NZZ tätig. Er heiratete 1843 seine Frau Susanna Blumer-Heer.

## Werke
- Handbuch des schweizerischen Bundesstaatsrechtes. Huster, Schaffhausen 1863–1865.
- Staats- und Rechtsgeschichte der schweizerischen Demokratien oder der Kantone Uri, Schwyz, Unterwalden, Glarus, Zug und Appenzell. Scheitlin und Zollikofer, St. Gallen 1850–1859.
- Urkundensammlung zur Geschichte des Kantons Glarus. 2. Bände, Schmid, Glarus 1865–1880.
- Mit Oswald Heer: Der Kanton Glarus, historisch-geographisch-statistisch geschildert von den ältesten Zeiten bis auf die Gegenwart. Historisch-geographisch-statistisches Gemälde der Schweiz, VII, Huber und Comp., St. Gallen und Bern 1846 (Archive)